# Чемпионат Европы по шорт-треку 2011
15-й чемпионат Европы по шорт-треку проходил с 14 по 16 января 2011 года в Херенвен, Нидерланды.

## Призёры

### Медальная таблица
*   Принимающая страна (Нидерланды)
| Место          | Страна         | Золото | Серебро | Бронза | Всего |
| -------------- | -------------- | ------ | ------- | ------ | ----- |
| 1              | Италия         | 4      | 0       | 2      | 6     |
| 2              | Нидерланды     | 3      | 1       | 1      | 5     |
| 3              | Латвия         | 2      | 1       | 1      | 4     |
| 4              | Великобритания | 1      | 1       | 1      | 3     |
| 5              | Венгрия        | 0      | 3       | 2      | 5     |
| 6              | Россия         | 0      | 2       | 2      | 4     |
| 7              | Австрия        | 0      | 1       | 0      | 1     |
| 7              | Польша         | 0      | 1       | 0      | 1     |
| 9              | Болгария       | 0      | 0       | 1      | 1     |
| Всего стран: 9 | Всего стран: 9 | 10     | 10      | 10     | 30    |

Медали за дистанцию 3000 метров не вручались.

### Мужчины
| Дистанция            | Золото                                                                       | Золото    | Серебро                                                                             | Серебро   | Бронза                                                                | Бронза   |
| -------------------- | ---------------------------------------------------------------------------- | --------- | ----------------------------------------------------------------------------------- | --------- | --------------------------------------------------------------------- | -------- |
| 500 метров           | Джек Уэлборн                                                                 | 42.369    | Харальдс Силовс                                                                     | 42.376    | Шинки Кнегт                                                           | 42.506   |
| 1000 метров          | Харальдс Силовс                                                              | 1:26.942  | Джек Уэлборн                                                                        | 1:27.310  | Руслан Захаров                                                        | 1:53.610 |
| 1500 метров          | Шинки Кнегт                                                                  | 2:16.733  | Руслан Захаров                                                                      | 2:16.921  | Харальдс Силовс                                                       | 2:17.829 |
| 3000 метров          | Руслан Захаров                                                               | 4:50.303  | Шинки Кнегт                                                                         | 4:50.426  | Харальдс Силовс                                                       | 4:50.553 |
| 5000 метров эстафета | Нидерланды · Дан Бреувсма · Нилс Керстхолт · Шинки Кнегт · Фрек Ван дер Варт | 6:54.608  | Россия · Семён Елистратов · Владимир Григорьев · Евгений Козулин · Сергей Пранкевич | 6:54.726  | Великобритания · Энтони Дуглас · Джон Или · Пол Стэ́нли · Джек Уэлборн | 6:56.025 |
| Общая квалификация   | Харальдс Силовс                                                              | 50 очков. | Шинки Кнегт                                                                         | 47 очков. | Руслан Захаров                                                        | 42 очка. |

### Женщины
| Дистанция            | Золото                                                                              | Золото     | Серебро                                                               | Серебро  | Бронза                                                                        | Бронза    |
| -------------------- | ----------------------------------------------------------------------------------- | ---------- | --------------------------------------------------------------------- | -------- | ----------------------------------------------------------------------------- | --------- |
| 500 метров           | Мартина Вальчепина                                                                  | 45.457     | Патриция Малишевская                                                  | 45.550   | Бернадетт Хеидум                                                              | 45.623    |
| 1000 метров          | Арианна Фонтана                                                                     | 1:35.209   | Бернадетт Хеидум                                                      | 1:35.356 | Марина Георгиева Николова                                                     | 1:35.528  |
| 1500 метров          | Арианна Фонтана                                                                     | 2:29.292   | Вероника Виндиш                                                       | 2:29.610 | Эрика Хусар                                                                   | 2:29.941  |
| 3000 метров          | Арианна Фонтана                                                                     | 5:15.742   | Катержина Новотна                                                     | 5:19.114 | Вероника Виндиш                                                               | 5:19.585  |
| 3000 метров эстафета | Нидерланды · Аннита ван Дорн · Яра ван Керкхоф · Йорин тер Морс · Санне ван Керкхоф | 4:19.253   | Венгрия · Эрика Хусар · Бернадетт Хеидум · Рожа Дараж · Сандра Лайтош | 4:19.284 | Италия · Арианна Фонтана · Мартина Вальчепина · Елена Вивиани · Лючия Перетти | 4:20.473  |
| Общая квалификация   | Арианна Фонтана                                                                     | 115 очков. | Бернадетт Хеидум                                                      | 42 очка. | Мартина Вальчепина                                                            | 39 очков. |